# Sant Ramon de Tolosa
Raimon de Tolosa o Raimon Gairard (Tolosa de Llenguadoc, primera meitat del segle xi - 3 de juliol de 1118) fou un laic que va dedicar la seva fortuna a la beneficència. Va dirigir les obres de l'actual basílica de Sant Serni de Tolosa. És venerat com a sant per l'Església catòlica i, com a arquitecte, és una de les figures conegudes més importants del romànic.

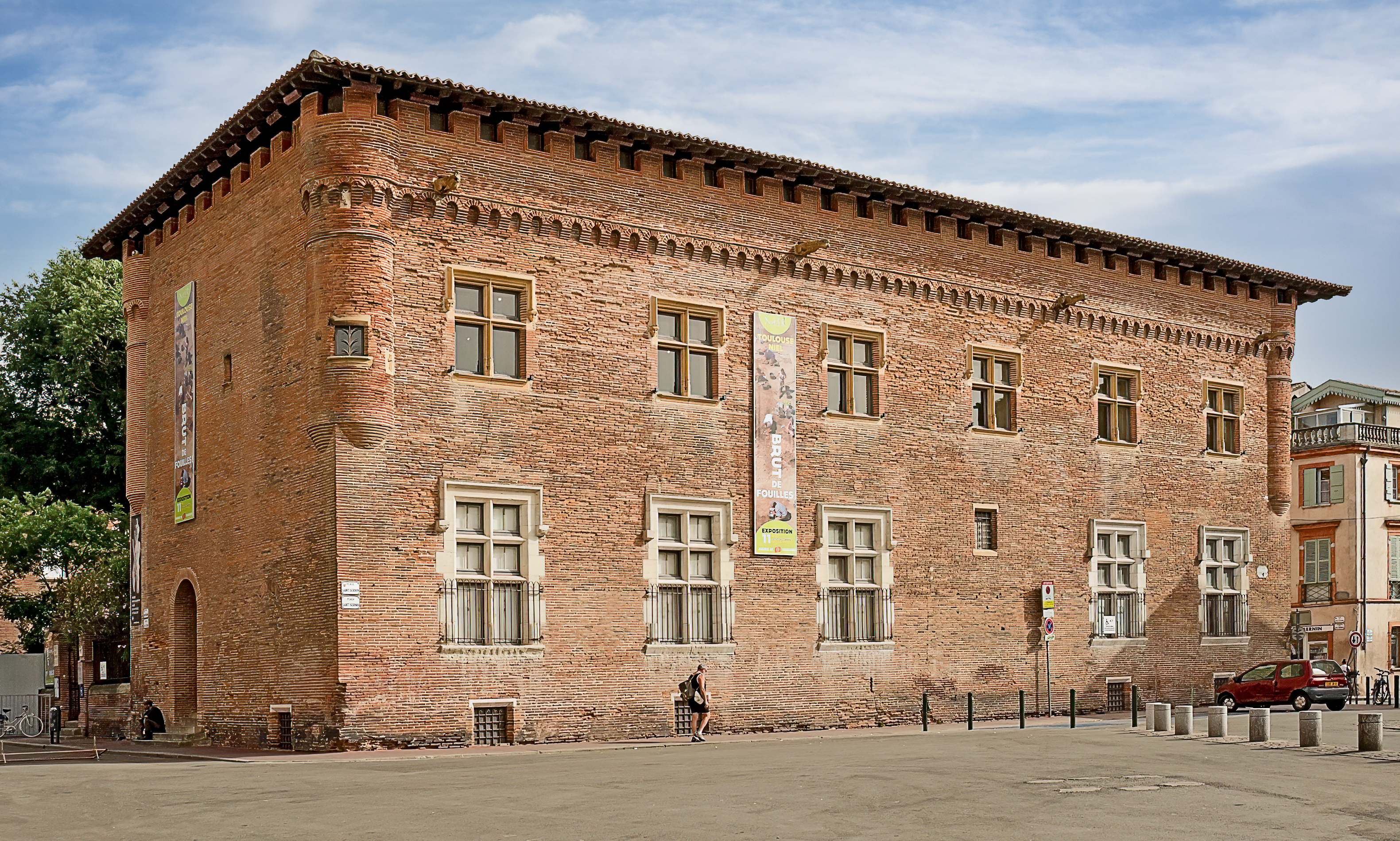
Antic hospital de Sant Raimon, avui museu; edifici nou del.

Raimon Gairard era d'origen humil i va ésser xantre de la basílica de Sant Serni de Tolosa. En quedar vidu, va lliurar-se a la vida religiosa, mantenint-se cast i dedicant-se al servei als necessitats, repartint entre ells les rendes de les seves propietats i ajudant-los.
També va dedicar part de la seva fortuna a la construcció de ponts sobre el riu Ers. Fou nomenat canonge de Sant Serni, mestre de la seva escola i prebost de l'abadia annexa. L'afluència de pelegrins a la tomba de sant Sadurní de Tolosa feia que la basílica antiga hagués quedat petita; per tal que els pelegrins poguessin disposar d'un edifici més capaç, Raimon, ja canonge, va destinar recursos a la construcció de la nova basílica (l'actual) de Sant Serni, les obres de la qual començaren cap al 1078. Raimon en fou operarius o director de les obres En 1096, el papa Urbà II va consagrar l'església, encara inacabada, però amb el transsepte i la capçalera complets; en morir Raimon, bona part de les naus laterals i part de la central, fins a l'alçada de les finestres, estaven construïdes.
Entre 1071 i 1080, va fundar un hospital per als malalts pobres, en un edifici donat per un particular, Pèire Benézet, i va aconseguir que Isarn i el comte Guillem de Tolosa hi assignessin rendes per finançar-lo. L'hospital es convertí més tard en el Col·legi Sant Raimon, esdevenint una institució important a la ciutat.
A la seva mort fou sebollit a la capella de l'hospital que havia fundat. Aviat començaren a atribuir-se miracles a la seva intercessió i fou canonitzat, essent conegut com a sant Raimon de Tolosa.